# Lipp László

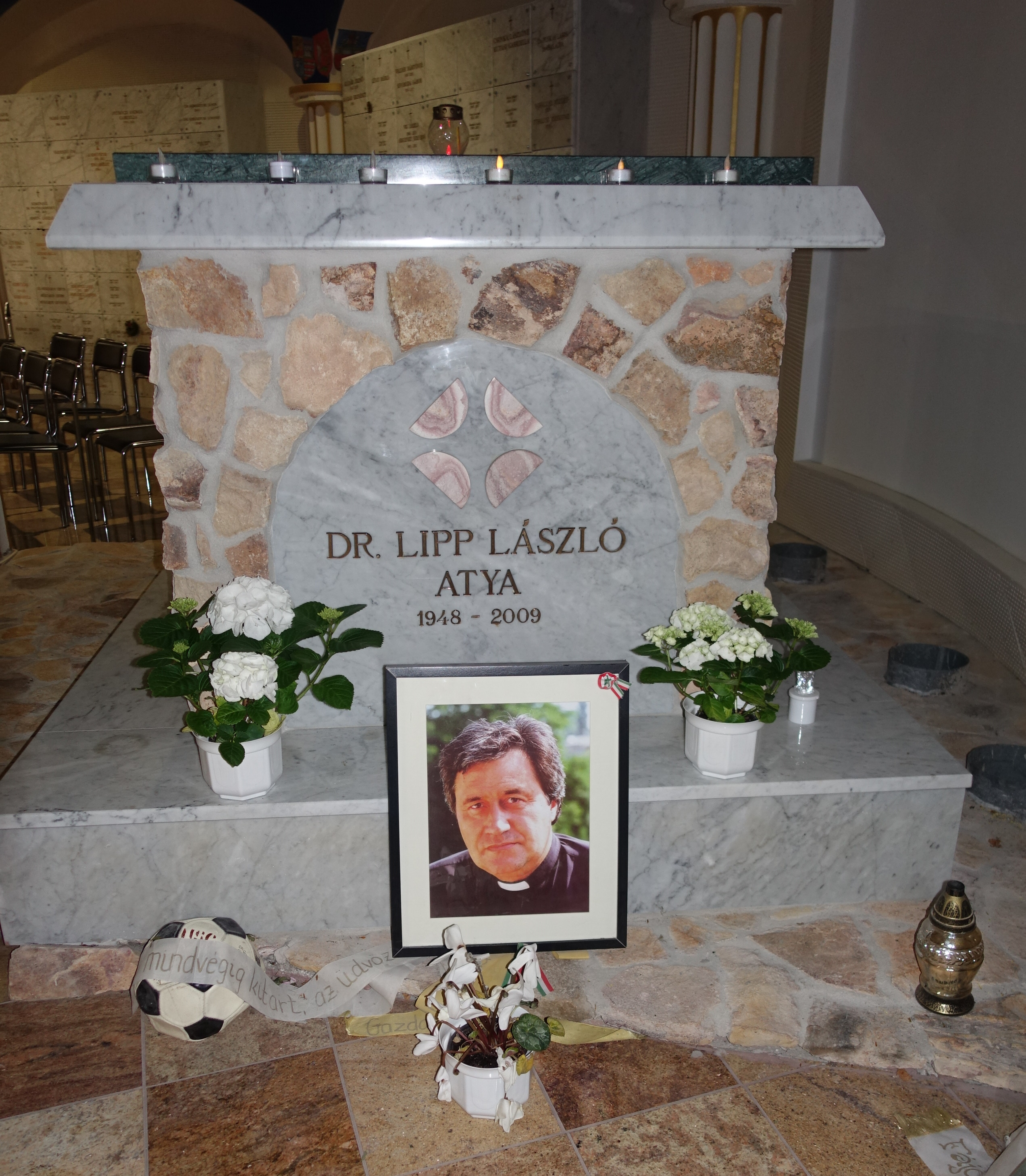
Sírja a gazdagréti templomban

Lipp László, közismert nevén László atya (Budapest, 1948. február 25. – 2009. augusztus 25.) római katolikus pap, pilóta, Budapest-Gazdagrét szervező lelkésze volt.
Esztergomban szentelték pappá 1971. június 20-án. 1972-73-ban káplán, majd plébánoshelyettes volt Endrefalván. Ezt követően 1976-ig a kőbányai Szent László plébánia, majd 1980-ig Külső-Józsefváros káplánja. 1980-tól 1982-ig Óbudán, 1984-ig a budapesti Oltáriszentség plébánián, majd 1990-ig Kelenföldön végzett kápláni szolgálatot. 1990-től szervező lelkész volt Gazdagréten.
László atya főként fociszeretetéről és a római katolikus egyházban szokatlan újításairól vált ismertté, közismertté valószínűleg a közszolgálati tévén látható „betelefonálós” műsora tette. Antonov An–2 típusú repülőgépével (Air Church) légi esküvőket és temetéseket szervezett; honlapján a szentmiséket online közvetítette, valamint blogot írt; vasárnapi üzenetét pedig emelt díjas hívással bárki meghallgathatta, amivel a gazdagréti templom építését támogatták. A templom ügye és az atya a Szomszédokban is szerepelt. 2008 januárjában hajának levágatásával csatlakozott Vértesaljai László és Hofher József jezsuita szerzetesek éhségsztrájkjához, amellyel az egészségbiztosítás átalakítása ellen tiltakoztak.

### Külső hivatkozások
- Szent Angyalok Temploma
- László atya blogja